# Ullareds IK
Ullareds IK är en svensk fotbollsförening i Ullared med ett herrlag i Division 4 och ett damlag i Division 3. Klubben skapades 1929, och har sedan dess spelat sina hemmamatcher på Hedevi. Ullared har också ett B-lag som spelar i Klass 2 Herrar och ett damlag i klass 2.
Ullared har även börjat satsa på ett u-lag för herrar. 